# Wardner Provincial Park
Der Wardner Provincial Park ist ein rund 4 Hektar (ha) großer Provincial Park in der kanadischen Provinz British Columbia. Der Park gehört zu der Gruppe von nur rund 5 % der Provincial Parks in British Columbia die eine Fläche von 10 ha oder weniger haben.
Der Park entstand aus einem ursprünglich am Crowsnest Highway, hier die gemeinsam geführten Highway 3 und Highway 93, gelegenen Rastplatz. Durch den Neubau einer Brücke über den Kootenay River und damit verbunden einer Streckenverlegung des Highways verringerte sich die Nutzung durch Reisende als Rastplatz.

## Anlage
Der Park liegt im Südkanadischen Teil des Rocky Mountain Trench am nordwestlichen Ufer des Lake Koocanusa im Regional District of East Kootenay, etwa 25 km südöstlich von Cranbrook bzw. 25 km nordwestlich von Elko. Der Park wird nach Osten durch den See begrenzt und nach Westen schließt sich unmittelbar die Gemeinde Wardner an. Der Park ist weniger als hundert Meter breit und zieht sich am See entlang. Der See selber entstand erst durch die Errichtung des Libby Staudammes, in Montana, mit dem der Kootenay River rund 130 km südlich aufgestaut wurde.
Bei dem Park, der am 5. Mai 1977 eingerichtet wurde, handelt es sich um ein Schutzgebiet der Kategorie II (Nationalpark).

## Tourismus
Besondere touristische Attraktionen bietet der Park nicht. Die touristische Infrastruktur beschränkt sich auf einen Picknickbereich (Day-Use Area).